# Emanuela Silimbani
Emanuela Silimbani (Faenza, 26 aprile 1959) è un'ex cestista italiana.

## Carriera
Con l'Italia ha disputato i Giochi olimpici di Mosca 1980.